# Mészáros Lázár-díj

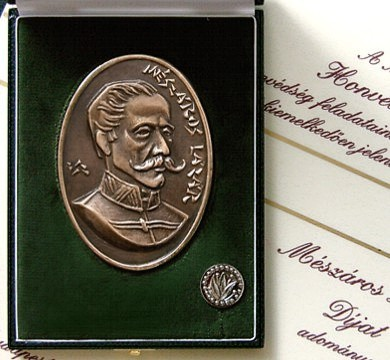
Mészáros Lázár-díj

A Mészáros Lázár-díj honvédelmi miniszteri rendelettel 2004-ben alapított állami elismerés.

## A díj odaítélése
A Mészáros Lázár-díjat a honvédelmi miniszter a Magyar Honvédség feladatainak megvalósítása érdekében a humánpolitika munka területén kifejtett kiemelkedően jelentős elméleti és gyakorlati tevékenység elismerésére adományozza évente, augusztus 20-án, állami ünnepünkön.
A díjazottak jogosultak a „Mészáros Lázár-díjas” cím használatára és az erre utaló miniatűr jelvény viselésére. (Ha a díj odaítélése és átadása közötti időben a kitüntetendő személy elhalálozik, a plakettet, az oklevelet és a díjjal járó pénzjutalmat házastársa vagy leszármazottja veheti át.)
A honvédelmi miniszter által alapítható és adományozható elismerésekről szóló mindenkori rendelet az összes díj éves kontingensét úgy határozza meg, hogy Mészáros Lázár-díjban évente gyakorlatilag 1-2 fő részesülhet.

## A díjak leírása és viselése
A díjakkal oklevél, plakett és anyagi elismerés jár. A pénzjutalom összege a Kossuth-díjjal járó pénzjutalom mindenkori összegének 20%-a.
- Plakett, álló ovális alakú, rajta a névadó arcmása és neve. Anyaga bronz, mérete 70x100 mm (alkotója ifj. Szlávics László).
- Kitűzője kerek, rajta a díjat megjelenítő motívumokkal, mérete 20 mm.

A miniatűr jelvényt a szolgálati, köznapi és ünnepi öltözet esetén a zubbony jobb oldalán, a zsebtakaró felett kell viselni.

## Díjazottak
- 2005 – Vágási László ezredes
- 2006 – Angyal István ezredes
- 2006 – Nádas János mérnök ezredes
- 2007 – Erdélyi Lajos ny. dandártábornok
- 2007 – Palásti Ferenc dandártábornok
- 2008 – Magyar Ferenc mérnök ezredes
- 2008 – Vilner Péter mérnök ezredes
- 2009 – Kása Maximné dr. Csutor Magdolna
- 2009 – Katona Károly mérnök dandártábornok

## Külső hivatkozás
- 29/2004. (XI. 17.) és 27/2002. (IV. 17.) HM rendeletek
- Honvédelem Online